# 旅客列車
旅客列車（）とは、旅客輸送を目的とする鉄道車両及び列車。
車両に対しては主に旅客車と称する。車種は電車、気動車、客車が用いられている。

## 主な分類

### 輸送形態
高速列車
主に200km/h以上の速度で高速運行する列車。日本の新幹線やフランスのTGV、ドイツのICEなどの例がある。
都市間列車
都市と都市を結ぶ列車。中長距離を運転することも多く、一般の列車から高速列車まで速度。ヨーロッパではインターシティが運行されている。
通勤列車
郊外と都心部を結ぶ通勤客を輸送する列車。
地域輸送列車
地域輸送に供される列車。一般的には普通列車や快速列車が該当する。
夜行列車
夜間を通じて運行される列車。寝台車が主体の列車の場合は寝台列車とも称する。
観光列車
観光地への輸送、あるいは乗車自体を目的としたサービスを提供する列車。
団体専用列車
一定人数の集団で車両を貸し切って運行する列車。JRグループのジョイフルトレインは主に団体列車用として登場した。

### 列車種別
普通列車
小駅を含めてほぼ各駅に停車する列車。
快速列車
普通列車よりも停車駅を少なくして速達輸送を行う列車。
準急列車
普通列車より停車駅が少なく、急行列車より多い準速達列車。
急行列車
普通列車に対して停車駅を主要駅のみに絞り、所要時間を短縮した列車。
特別急行列車
急行列車の上位に当たる種別。

## 旅客車両の分類
旅客用の鉄道車両は旅客車と称する。
- 接客設備によるもの
  - 一等車、二等車、三等車
  - グリーン車、普通車
  - 寝台車
  - 食堂車
  - 展望車
  - 2階建車両（ダブルデッカー）
  - ハイデッカー
  - 荷物車
  - 郵便車

- 利用目的によるもの（旧国鉄の分類の例）
  - 一般形車両
  - 通勤形車両
  - 近郊形車両
  - 急行形車両
  - 特急形車両